# Puccinia pseudocesatii
Puccinia pseudocesatii ist eine Ständerpilzart aus der Ordnung der Rostpilze (Pucciniales). Der Pilz ist ein Endoparasit der Süßgräser Chrysopogon gryllus und Bothriochloa ischaemum. Symptome des Befalls durch die Art sind Rostflecken und Pusteln auf den Blattoberflächen der Wirtspflanzen. Sie kommt in Südeuropa vor.

## Merkmale

### Makroskopische Merkmale
Puccinia pseudocesatii ist mit bloßem Auge nur anhand der auf der Oberfläche des Wirtes hervortretenden Sporenlager zu erkennen. Sie wachsen in Nestern, die als gelbliche bis braune Flecken und Pusteln auf den Blattoberflächen erscheinen.

### Mikroskopische Merkmale
Das Myzel von Puccinia pseudocesatii wächst wie bei allen Puccinia-Arten interzellulär und bildet Saugfäden, die in das Speichergewebe des Wirtes wachsen. Aecien oder Spermogonien der Art sind nicht bekannt. Die zimtbraunen Uredien des Pilzes wachsen unterseitig auf den Wirtsblättern. Ihre goldenen bis zimtbraunen Uredosporen sind 23–28 × 19–24 µm groß, kugelig bis eiförmig und fein warzig. Die meist blattunterseitig wachsenden Telien der Art sind schwarzbraun, pulverig und früh offenliegend. Die kastanienbraunen Teliosporen sind zweizellig, keulenförmig bis langellipsoid und 40–48 × 18–23 µm groß. Ihre Stiele sind gelbbraun und bis zu 80 µm lang.

## Verbreitung
Das bekannte Verbreitungsgebiet von Puccinia pseudocesatii umfasst das südliche Europa.

## Ökologie
Die Wirtspflanze von Puccinia pseudocesatii ist Chrysopogon gryllus und Bothriochloa ischaemum. Der Pilz ernährt sich von den im Speichergewebe der Pflanzen vorhandenen Nährstoffen, seine Sporenlager brechen später durch die Blattoberfläche und setzen Sporen frei. Die Art verfügt über einen Entwicklungszyklus, von dem bislang lediglich Telien und Uredien sowie deren Wirt bekannt sind; Spermogonien und Aecien konnten dem Pilz nicht zugeordnet werden.